# Leskia villeneuvei
Leskia villeneuvei là một loài ruồi trong họ Tachinidae.